# Relaciones Grecia-Rusia
Las relaciones greco-rusas son las relaciones exteriores bilaterales entre Grecia y Rusia. Ambos países entablaron una relación diplomática en 1828. Tanto Grecia como Rusia forman parte de organizaciones y acuerdos internacionales, como las Naciones Unidas, la Organización para la Seguridad y la Cooperación en Europa y la Organización de la Cooperación Económica del Mar Negro.
Las relaciones entre los respectivos Gobiernos de ambos Estados se han deteriorado desde la anexión rusa de Crimea en 2014, cuando Grecia condenó la intervención rusa y se negó a reconocer Crimea como parte de Rusia. En el verano de 2018, las relaciones empeoraron aún más. Desde la invasión rusa de Ucrania de 2022, las relaciones políticas han tocado un fondo histórico desde la independencia rusa.
Al ser Grecia Estado miembro de la OTAN, los Gobiernos griegos siempre han elegido mantener mejores relaciones con Estados Unidos y sus aliados occidentales. En cambio, el pueblo griego parece tener una opinión más favorable de Rusia: el 57,5 % de los griegos ha dicho que ve al pueblo ruso con buenos ojos, mientras que un 67 % tiene una opinión positiva del presidente ruso, Vladímir Putin, según un estudio de 2017 de la Universidad de Macedonia. No obstante, la invasión rusa de Ucrania de 2022 ha perjudicado seriamente la imagen de Rusia en Grecia. A fecha de 2022, el 72 % de los griegos encuestados tiene una opinión poco favorable de Rusia, mientras que solo el 27 % tiene una opinión favorable.
Grecia tiene una embajada en Moscú y tres consulados generales en Moscú, San Petersburgo y Novorosíisk. Rusia tiene una embajada en Atenas y un consulado general en Salónica.

## Historia

### Antecedentes
Los griegos pónticos habitaron históricamente la costa norte del mar Negro y Crimea, la cual se incorporó al Imperio ruso en la segunda mitad del siglo XVIII.
Rusia ayudó a los griegos frente al Imperio otomano antes y durante la guerra de independencia de Grecia que estalló en 1821. Ioannis Kapodistrias, el primer gobernador de la Primera República helénica, fue ministro de Asuntos Exteriores de Rusia. El Imperio ruso entabló lazos diplomáticos con el Estado griego el 6 (18 en el calendario gregoriano) de septiembre de 1828.
La segunda reina consorte de la Grecia moderna fue la gran duquesa Olga Konstantínova Románova, nieta del zar Nicolás I.
El Reino de Grecia y el Imperio ruso lucharon con los Aliados durante la Primera Guerra Mundial contra las Potencias Centrales, y Grecia y la Unión Soviética lucharon durante la Segunda Guerra Mundial junto con los Aliados contra las potencias del Eje.
En el otoño de 1920, la Rusia soviética, tras haber firmado un tratado de amistad con el Gobierno de la Gran Asamblea Nacional en marzo de 1921, comenzó a prestar ayuda material, tanto en oro como en armas, al régimen de Mustafá Kemal en Ankara, contribuyendo así considerablemente a su victoria militar durante la guerra contra los griegos en Asia Menor.
La URSS y el Reino de Grecia entablaron relaciones diplomáticas el 8 de marzo de 1924. Las relaciones oficiales eran frías en los años treinta, sobre todo bajo el régimen autoritario firmemente anticomunista del primer ministro griego Ioannis Metaxás. El Acuerdo de Porcentajes al que llegaron Iósif Stalin y Winston Churchill en Moscú en octubre de 1944, que situaba a Grecia en la esfera de influencia británica, dio lugar a la no injerencia de la Unión Soviética en apoyo del levantamiento comunista en Atenas en diciembre de 1944, que fue sofocado con ayuda británica, y a la negativa de Stalin a prestar ayuda tangible a los comunistas griegos durante la guerra civil griega, que perdieron en octubre de 1949.
La mayoría de los griegos étnicos que vivían en Crimea y otras regiones cerca del mar Negro en la Unión Soviética fueron deportados al este en tres oleadas de desplazamientos forzosos en los años cuarenta. Un número considerable de griegos soviéticos, sobre todo los que vivían en la República Socialista Soviética de Kazajistán y otras repúblicas soviéticas centroasiáticas, emigraron a Grecia a finales de los años ochenta y principios de los noventa, poco antes de la disolución de la Unión Soviética.
Según los funcionarios de inteligencia occidentales, las agencias de espionaje soviéticas y más tarde rusas han penetrado muy de lleno en la clase política y la sociedad griegas.

### Disputa diplomática de 2018
A principios de julio de 2018, el Gobierno de Grecia expulsó a dos diplomáticos rusos y negó la entrada a otros dos tras acusarlos de minar la seguridad nacional griega. La medida se hizo pública, lo que los expertos consideraron como algo sin precedentes en las relaciones mutuas. En el posterior intercambio de declaraciones oficiales, Grecia acusó al Ministerio de Relaciones Exteriores ruso de «faltar el respeto a un tercer país y de no entender el mundo actual, en el que los Estados, independientemente de su tamaño, son independientes y pueden ejercer una política exterior independiente, multidimensional y democrática». Tras las represalias de Rusia a principios de agosto, se supo que Grecia tenía la intención de retirar a su embajador, Andreas Fryganas, que había sido nombrado en mayo de 2016.
La declaración del Ministerio de Asuntos Exteriores griego el 10 de agosto de 2018 fue la siguiente: «Desde que [Rusia] empezó a luchar como camarada de armas con Turquía, proporcionándole una serie de facilidades en el sector de la seguridad, parece que se aleja constantemente de las posiciones propias del nivel de amistad y cooperación que ha caracterizado las relaciones greco-rusas durante los últimos 190 años. Parece no entender que Grecia tiene sus propios intereses y criterios en la política internacional». La declaración acusaba a Rusia de «intentar a) sobornar a funcionarios del Estado, b) socavar su política exterior y c) interferir en sus asuntos internos».
El 7 de diciembre de 2018, el primer ministro griego Alexis Tsipras acudió a Rusia en visita de trabajo, su primera visita al país en tres años. Tras conversar con Vladímir Putin, ambos líderes expresaron su esperanza de que la disputa entre ambos países fuese cosa del pasado. Se firmaron acuerdos bilaterales y se discutieron asuntos internacionales como la cuestión de Chipre. Tsipras afirmó que había comunicado a Putin su preocupación por la compra turca de armas avanzadas, como los sistemas de misiles S-400, a Rusia. Los expertos señalaron que las relaciones greco-rusas no eran como antes de la disputa debido a la creciente importancia de los vínculos militares estratégicos de Grecia con Estados Unidos, y la cooperación militar entre Rusia y Turquía estaba aumentando. El 13 de diciembre de 2018, en Washington D. C., el ministro de Asuntos Exteriores griego y el secretario de Estado estadounidense iniciaron formalmente lo que llamaron «el diálogo estratégico inaugural entre Estados Unidos y Grecia», que el ministro de Asuntos Exteriores griego en funciones, Georgios Katrougalos, caracterizó como «un procedimiento que muestra la mejoría de nuestras relaciones con dicho país» y «la cúspide de nuestras relaciones bilaterales».

### Acuerdo de Prespa
Ciertos políticos y partidos griegos acusaron a Rusia de intentar frustrar el Acuerdo de Prespa, alcanzado en junio de 2018 entre Grecia y Macedonia del Norte, que pretendía resolver la disputa sobre el nombre de esta última y se consideraba que eliminaba el principal obstáculo para la adhesión de Macedonia del Norte a la OTAN.
El 14 de enero de 2019, el Ministerio de Relaciones Exteriores ruso emitió un comentario que hacía referencia al acuerdo como el «trato de Prespa» y afirmó que la decisión del Parlamento de Macedonia del Norte de cambiar el nombre del país venía impuesta de fuera, no reflejaba la voluntad del pueblo y tenía la «intención de atraer a Skopie a la OTAN lo antes posible». La declaración pasaba a citar «los recientes acontecimientos en Grecia: la retirada de la coalición gubernamental del líder del partido de los Griegos Independientes, Panos Kammenos, que se ha manifestado en contra del acuerdo de Prespa» como prueba de que la estabilidad y la seguridad en los Balcanes se veían así socavadas. El Ministerio propuso que «la cuestión debe ser examinada por el Consejo de Seguridad de la ONU de acuerdo con el artículo 3 de la Resolución 845 del Consejo de Seguridad de la ONU». La declaración del Ministerio de Relaciones Exteriores ruso sobre el Acuerdo de Prespa fue condenada por Grecia, cuya declaración oficial concluía diciendo: «Expresamos nuestra certeza de que Rusia, que durante años ha reconocido a la Antigua República Yugoslava de Macedonia como la "República de Macedonia", respetará la sensibilidad del pueblo griego al utilizar el nombre de Macedonia y se referirá en lo sucesivo a este país con su nuevo nombre constitucional, es decir, "Macedonia del Norte", y lo más importante, se abstendrá de tales declaraciones, que constituyen una intervención en los asuntos internos de Grecia».

### Crisis diplomática de 2022 y reacciones
Cuando empezó la invasión rusa de Ucrania en 2022, Grecia, como país de la UE, impuso sanciones a Rusia, y Rusia añadió a todos los países de la UE a su lista de «países hostiles».
Se produjo una crisis diplomática entre Grecia y Rusia cuando las fuerzas aéreas de esta última bombardearon supuestamente dos pueblos con minorías griegas cerca de Mariúpol durante la invasión rusa de Ucrania, matando a 12 personas de etnia griega. Grecia protestó enérgicamente, convocando al embajador ruso. El presidente de Francia, Emmanuel Macron, y el secretario de Estado de Estados Unidos, Antony Blinken, junto con Alemania, Polonia, Suecia y otros países, mostraron sus condolencias a Grecia por la masacre, mientras que Moscú negó toda participación; la embajada rusa afirmó que una organización militante ucraniana de extrema derecha, el Batallón Azov, estaba detrás del incidente.  Atenas refutó las declaraciones de Moscú, mostrando pruebas de la implicación rusa. Tras ello, el primer ministro griego, Kyriakos Mitsotakis, anunció que Grecia enviaría material militar defensivo y ayuda humanitaria para apoyar a Ucrania.
Casi todos los partidos del Parlamento griego han condenado la invasión.
Sin embargo, la decisión de Mitsotakis de enviar equipo militar a Ucrania fue muy polémica; solo Nueva Democracia y KINAL estaban a favor. Por otro lado, la mayoría de los griegos no estaban a favor de enviar armas. Según una encuesta reciente, el 63 % de los griegos cree que la acción pone en peligro las relaciones con Rusia, mientras que solo el 33 % está de acuerdo en proporcionar equipo militar a Ucrania. Casi 1 de cada 2 griegos opina que todos los bandos (es decir, Rusia, Ucrania, EE. UU. y la UE) son responsables de la invasión.
La crisis diplomática entre ambos países continúa mientras la invasión está en curso. El 6 de marzo, la portavoz del Ministerio de Relaciones Exteriores de Rusia, María Zajárova, acusó a Grecia de propaganda antirrusa, lo que va en contra de los lazos históricos de los países. El Ministerio de Asuntos Exteriores de Grecia tachó las declaraciones de Zajárova de «inaceptables».

## Cooperación militar

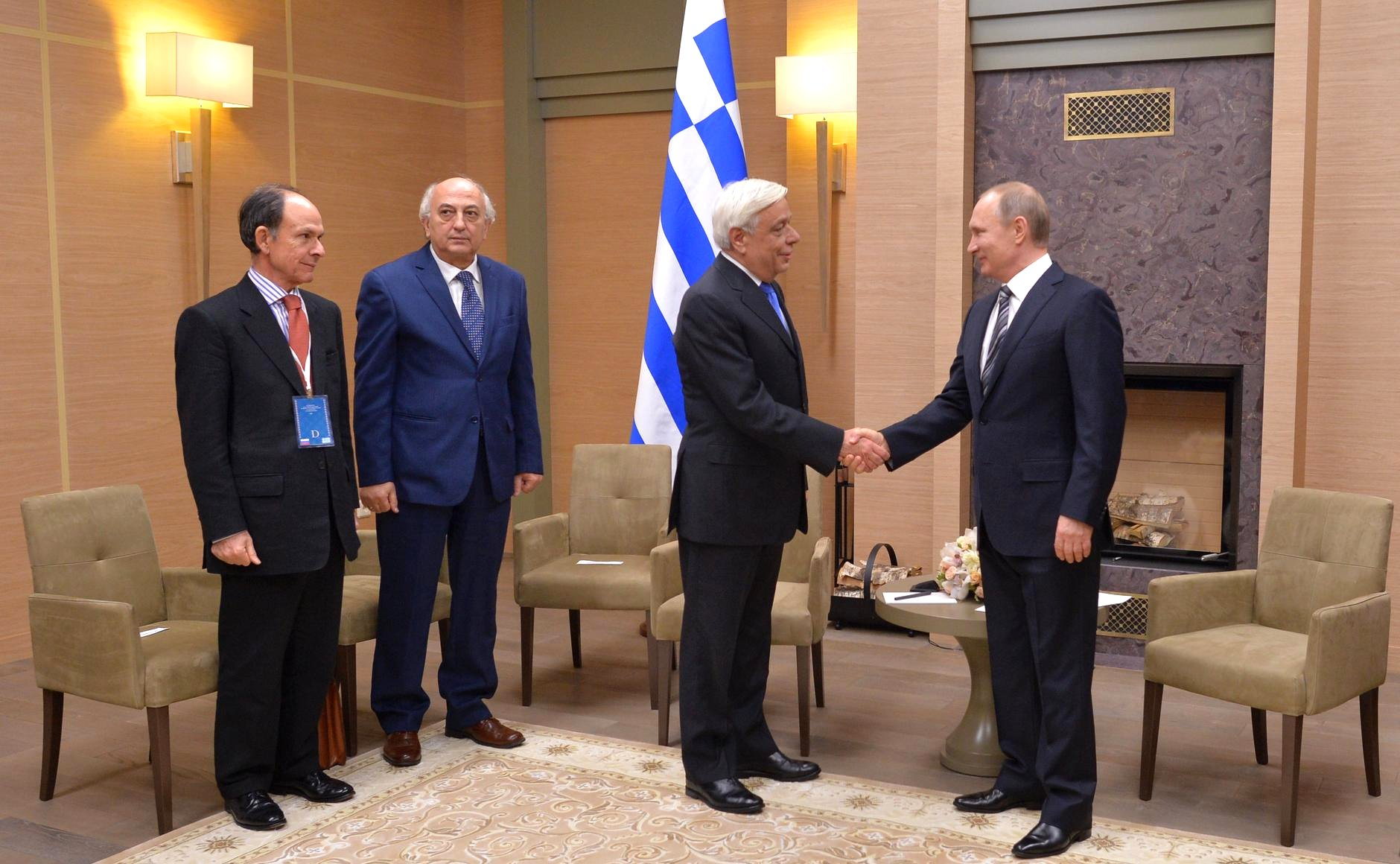
El presidente Vladímir Putin con el presidente Prokopis Pavlópoulos en 2016.

Grecia es uno de los pocos Estados miembro de la OTAN de antes de 1990 (junto con Alemania durante un tiempo) que usa armas rusas. Grecia recibió muchos excedentes de armamento de la época soviética, como vehículos blindados de combate BMP-1, lanzacohetes RM-70, cañones antiaéreos ZU-23-2 y sistemas de misiles antiaéreos SA-8 procedentes del inventario del antiguo Ejército Popular Nacional de Alemania del Este a principios de los años noventa. Desde entonces, Grecia ha adquirido además los sistemas de misiles antiaéreos Tor-M1 y S-300 (este último destinado originalmente a Chipre), misiles antitanque Kornet-E, fusiles de asalto AK-74M y aerodeslizadores ZUBR. Los ejércitos de ambos países también participan en programas de cooperación militar en el mar Egeo y en el mar Mediterráneo oriental, además de prestar apoyo y formación militar a países con los que mantienen estrechas relaciones, como Armenia, y Grecia suele acoger a militares armenios en la Academia Militar Helénica.

## Relaciones económicas

### Oleoducto Burgas-Alejandrópolis
Varias compañías rusas y griegas propusieron el oleoducto Burgas-Alejandrópolis en 1993-1994. En 1994, Grecia y Bulgaria firmaron un acuerdo bilateral para la construcción del oleoducto, seguido de un memorándum de cooperación, firmado por Grecia y Rusia.
En febrero de 1998, se fundó un consorcio griego para la construcción del oleoducto llamado Bapline y, en mayo de 1998, se firmó un memorándum de creación de la Transbalkan Oil Pipeline Company. En 2000, la compañía alemana ILF preparó las especificaciones técnicas y una evaluación económica del proyecto. Los tres países firmaron un protocolo conjunto para la preparación de la construcción del oleoducto en enero de 2005.
El memorándum político entre ambos Gobiernos se firmó el 12 de abril de 2005. El 7 de febrero de 2007 se acordó un acuerdo intergubernamental sobre el proyecto, que firmaron el 15 de marzo de 2007 en Atenas los ministros implicados de los tres países, en presencia de sus líderes, Vladímir Putin (presidente ruso), Serguéi Stánishev (primer ministro búlgaro) y Kostas Karamanlis (primer ministro de Grecia).
El acuerdo por el que se establecía la empresa del proyecto internacional se firmó en Moscú el 18 de diciembre de 2007 y la empresa, denominada Trans-Balkan Pipeline B. V., se constituyó en los Países Bajos el 6 de febrero de 2008. La construcción del oleoducto estaba prevista para comenzar en octubre de 2009 y se estimó que estaría terminado para 2011. En 2011, el proyecto se rescindió definitivamente.

### Comercio
Desde 2014, el comercio entre ambos países ha ido decayendo a un ritmo constante.

## Lazos religiosos y culturales, percepciones mutuas
Los lazos religiosos entre las dos naciones, con mayorías de ambos países adheridas a la Iglesia ortodoxa oriental, han desempeñado un papel importante en el fomento de las relaciones bilaterales. Desde su formación en 1994, la Asamblea Interparlamentaria sobre Ortodoxia con sede en Atenas se ha convertido en una institución relevante en la promoción del intercambio y la cooperación.

## Acuerdos
Los siguientes acuerdos están en vigor:
- Acuerdo de Amistad y Cooperación (1993)
- Acuerdo de Cooperación Económica, Industrial, Tecnológica y Científica (1993)

## Leer más
- Averoff-Tossizza, Evangelos. By Fire and Axe: The Communist Party and the Civil War in Greece, (1944-1949) (1978).
- Chambers, Conall. "Halting the Iron Curtain at the Mediterranean: The Greek Civil War and the Origins of the Truman Doctrine." (2016). En línea
- Frary, Lucien J. "Russian interests in nineteenth-century Thessaloniki." Mediterranean Historical Review 23.1 (2008): 15–33.
- Frary, Lucien J. Russia and the making of modern Greek identity, 1821-1844 (2015). en línea review
- Gerolymatos, André. The Balkan Wars: Conquest, retribution and rebellion from the Ottoman Era to the Twentieth Century and beyond. (2002).
- Kuniholm, B.R. The Origins of the Cold War in the Near East: Great Power Conflict and Diplomacy in Iran, Turkey, and Greece (1980),
- Nachmani, Amikam. "Civil War and Foreign Intervention in Greece: 1946-49." Journal of Contemporary History 25.4 (1990): 489–522.
- Prousis, Theophilus Christopher. Russian Society and the Greek Revolution (1994) on the 1820s
- Roberts, Geoffrey. "Moscow's Cold War on the Periphery: Soviet Policy in Greece, Iran, and Turkey, 1943—8." Journal of Contemporary History 46.1 (2011): 58–81.  online (enlace roto disponible en Internet Archive; véase el historial, la primera versión y la última).
- Tasoulas, Argyrios. "Greek–Soviet relations 1959–1962: the Greek response to the Kremlin’s challenge." Byzantine and Modern Greek Studies 45.1 (2021): 92-109.
- Ulunian, Artiom A. "Soviet Cold War Perceptions of Turkey and Greece, 1945-58." Cold War History 3.2 (2003): 35–52.